# Serviceøkonom
Serviceøkonom er en toårig videregående uddannelse med tre måneders praktik indlagt undervejs. 
Uddannelsen består af en række obligatoriske fag samt specialefag. Serviceøkonomer beskæftiger sig med at planlægge og levere service i virksomheder inden for service, turisme samt hotel og restaurant. 
Fitness og Wellness Management, Turisme management og Sport & Event Management er alle eksempler på undergrene af serviceøkonom-uddannelsen.

## Beskrivelse
På uddannelsen lærer man fx om opbygningen af en organisation, om ledelse, økonomi og personaleudvikling. Man lærer også om kultur- og samfundsforhold, der påvirker branchen. Med en uddannelse til serviceøkonom har man mulighed for at arbejde med planlægning og udvikling af service inden for turisme, hotel, kultur- og kongresvirksomheder.
Uddannelsen udbydes på:
- Erhvervsakademiet Copenhagen Business
- Erhvervsakademiet Lillebælt
- Erhvervsakademi Dania
- Professionshøjskolen University College Nordjylland
- Erhvervsakademi Sjælland
- Erhvervsakademi Midtvest
- Erhvervsakademi Aarhus
- Erhvervsakademi Sydvest

## Ekstern henvisning
- www.ug.dk: Serviceøkonom UddannelsesGuiden

| Økonomi | Spire Denne artikel om økonomi er en spire som bør udbygges. Du er velkommen til at hjælpe Wikipedia ved at udvide den. |